# Contamination au mercure de Grassy Narrows
La contamination par le mercure de la communauté de la réserve amérindienne Grassy Narrows est un empoisonnement au mercure, induit par le rejet incontrôlé de 9 à 11 tonnes de mercure dans la partie amont du bassin versant de la rivière Wabigoon, dans le district de Kenora du Northwestern Ontario, de 1962 à 1970, par l'usine Dryden Chemical, à Dryden, qui produisait du chlore et de la soude destinés à la production et au blanchiment de la pâte à papier dans l'usine voisine (Dryden Pulp and Paper Company). Ces deux usines étaient des filiales de la multinationale britannique Reed Internationalchloralkali. Ce cas a été décrit comme le pire cas d'empoisonnement collectif par du mercure dans toute l'histoire du Canada, notamment associé à une mortalité prématurée. Le taux de jeunes d'Asubpeeschoseewagong Anishinabek, connu sous le nom de Première Nation de Grassy Narrows, ayant déjà fait une tentative de suicide est trois fois plus élevée que chez les autres Premières Nations au Canada, où ce risque est déjà plus élevé que la moyenne canadienne ; une étude a montré un lien entre ces suicides et l'intoxication mercurielle qui a déjà affecté la santé mentale de trois générations dans la communauté, avec un effet intergénérationnel (« Les familles dont le grand-père était guide de pêche ont été les plus touchées par la contamination au mercure »).
Les principales victimes de cette contamination ont été deux communautés des premières nations du Canada : celle de la Grassy Narrows First Nation / Wabaseemoong, une communauté de près de 1 000 personnes vivant près de la frontière entre l'Ontario et le Manitoba, à environ 90 kilomètres au nord de Kenora ; et celle de la Whitedog First Nation. Elles ont été gravement touchées tant du point de vue santé que socioéconomique. 
Durant plusieurs générations, de nombreuses personnes y ont souffert et soufrent encore de symptômes parfois irréversibles d'intoxication au mercure, et notamment de la maladie de Minamata et leur espérance de vie est significativemnet réduite. Malgré des études et rapports confirmant une exposition grave et chronique, les actions de dépollution ont été limitées ; et depuis près de 60 ans, les communautés locales soufrent des effets du mercure. En 2016, un rapport d'expert a confirmé que la rivière Wabigoon était « encore fortement contaminée », mais qu'elle « pouvait être nettoyée en toute sécurité ».

## Contexte biogéographique
| \| Localisation sur la carte de l'Ontario · Réserve de Grassy Narrows \| Localisation sur la carte de l'Ontario Réserve de Grassy Narrows. |
| Localisation sur la carte de l'Ontario · Réserve de Grassy Narrows                                                                         |

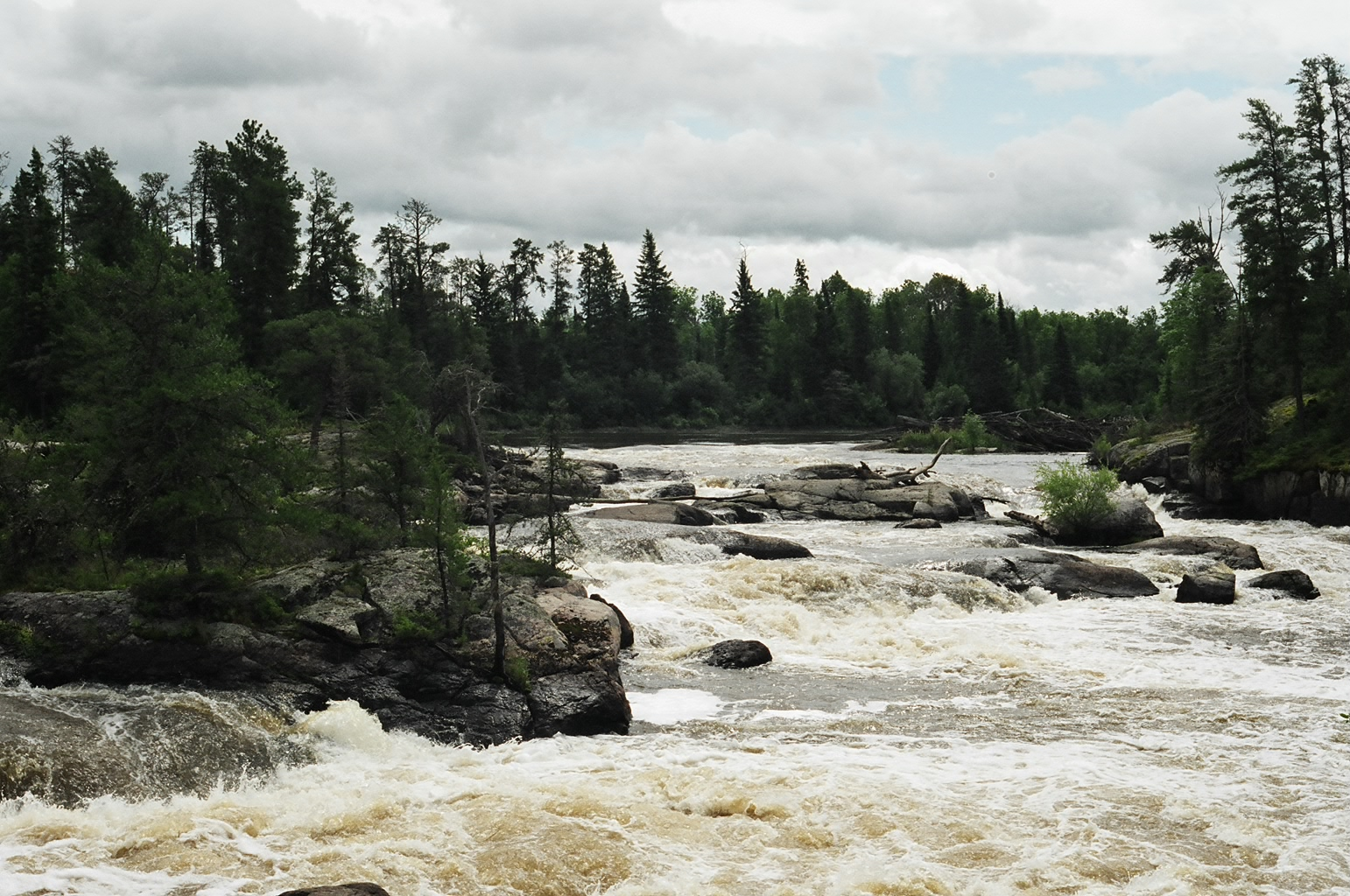
Vue de la rivière Wabigoon, polluée par du méthylmercure d'origine industriel depuis plus de 50 ans.

La rivière Wabigoon forme, avec la rivière English, un vaste réseau fluvial incluant de nombreux lacs et affluents. Ensemble, ces rivières coulent vers l'ouest où elles se jettent dans la rivière Winnipeg. Cette pollution chronique a contaminé le réseau trophique, ce qui a conduit le gouvernement à interdire la pêche commerciale et certaines entreprises et acivités touristiques. En effet, dans le lac Clay, le premier grand lac en aval des usines de Dryden, les poissons prédateurs comme le doré jaune, ont fortement bioaccumulé le métal toxique concentrés sous forme de méthylmercure:62, rendant ce poisson impropre à la consommation. Or c'est l'un des aliments de base des Premières Nations dans cette région depuis des générations.

## Rappels sur l'écotoxicologie du mercure
Les bactéries présentes dans le sédiment métabolisent le mercure inorganique Hg en méthylmercure, qui est extrêmement toxique et bioaccumulable. Ce dernier a des effets négatif sur les taux de reproduction, le comportement et le développement physique des poissons, des oiseaux et des mammifères piscivores (dont les humains).
Dans la région, les poissons prédateurs comme le Doré jaune, le Grand brochet, l'Achigan à grande bouche et le Grand corégone sont ceux qui bioaccumulent le plus de méthylmercure (en mangeant régulièrement des poissons plus petits et moindrement contaminés). Les animaux situés au bas de la chaîne alimentaire, comme les petits poissons, absorbent et stockent du méthylmercure qui est ensuite concentré dans la chaine alimentaire.
Clay Lake, le principal lac situé en aval de l'usine de Dryden, présentait « des niveaux de mercure extrêmement élevés chez les poissons prédateurs »,:2207, en particulier dans le doré jaune, pêché par les amérindiens et apprécié depuis de nombreuses générations comme aliment dans la région.

## Contexte historique
Il est à noter que des chercheurs, mais aussi une archiviste citoyenne, Marion Lamm (1918-1997) ont constitué des archives sur l'histoire de la communauté, l'histoire des entreprises et sur l'intoxication mercurielle. Les archives de Marion Lamm ont été utilisés pour la thèse de Sarah Jane Watson, soutenue en 2023 à l'université Concordia, qui a porté sur l'écart entre les représentations visuelles de la région et de l'« affaire du mercure » par les intervenants du gouvernement et de l'industrie (qui mettent en avant les succès industriel et un paradis touristique dans un « arrière-pays » canadien colonial, et les réalités vécues localement par les anishinaabés.

### Empoisonnement au mercure (hydrargyrisme)
En 1957, la papeterie commence à utiliser du chlore pour chimiquement blanchir sa pâte à papier. Ce chlore est produit par une usine voisine (la Dryden Chemical Company, depuis démantelée) par le de chlore-alcali, qui nécessite de grandes quantité de mercure. L'utilisation du chlore dans la pate à papier est ensuite source de pollution organochlorée (dioxines et furanes)
Dans les années 1970, le vison et la loutre (deux prédateurs piscivores) ont commencé à régresser dans la réserve, puis certains ont noté que les aigles et les vautours (Urubu) à tête rouge volaient d'une manière étrange, et un habitant a vu son chaton se mettre à tourner en rond, anormalement saliver et convulser. Ces premiers indices laissaient penser qu'un problème environnemental émergeait à Grassy Narrows et le long de la rivière Wabigoon.
Avant les années 1950, « la communauté scientifique n'était pas consciente des effets du méthylmercure sur les humains ». Il faut attendre 1958, pour que dans le journal The Lancet, deux médecins confirment un « lien entre le poisson contaminé au méthylmercure et des symptômes neurologiques humains »,. Leurs recherches se sont concentrées sur une « mystérieuse maladie nerveuse » observée pour la première fois chez l'Homme en 1956, dans un village de pêcheurs de Minamata, au Japon. Là, on observait aussi un comportement étrange chez les chats, comportement qui s'est avéré plus tard être un effet neurologique du mercure (décrit dans le livre Les 400 chats de Minamata). Quand le premier japonais atteint est entré à l'hôpital de l'usine de Chisso, en 1956, la maladie avait déjà atteint des proportions localement épidémiques. Un journal médical de Kumamota de 1957 a qualifié cette maladie de maladie de Minamata,.
Après que la catastrophe de Minamata ait été reconnue au Japon, il a fallu 10 ans et l'intervention du médecin japonais Harada (qui a diagnostiqué au moins 60 cas de maladie de Minamata à Grassy Narrows et de nombreux cas suspectés) pour que ce cas soit pris plus au sérieux par les autorités de l'Ontario et du Canada.
En 2016, un article du CMAJ relatif à la gestion des risques liés à l'exposition au mercure au Canada conclut que les directives cliniques alors en vigueur sur la consommation de poisson restent « mal adapté aux conditions des communautés nordiques géographiquement éloignées, pour lesquelles l'exposition au mercure peut être plus importante » que la moyenne ; cet article rappelle en outre que le fœtus est particulièrement exposé et vulnérable aux « effets neurologiques délétères » de l'intoxication au mercure. Les auteurs y précisent que « la plupart des Canadiens sont exposés au mercure par leur alimentation, en particulier ceux qui consomment beaucoup de poisson.
En 2017, un article du Journal de l'Association médicale canadienne (JAMC) note qu'alors que des études étaient faites au Japon sur l'hydrargyrisme depuis les années 1960, un cas similaire d'épidémie locale d'empoisonnement mercuriel a lieu dans le nord Canadien. Mais au Canada la Première Nation de Grassy Narrows est encore aux prises avec les « ravages de la contamination au mercure »,.

### Première Nation de Grassy Narrows
Grassy Narrows, est une collectivité nord-amérindienne relativement isolée, de 1620 personnes environ (en octobre 2024), dont près de 1 000 vivent dans la réserve de Grassy Narrows ; le territoire d'une des 28 Premières Nations du Grand Conseil de la Nation Anishinaabe du Traité numéro 3, une nation Anishinaabe souveraine. La réserve de Grassy Narrows est située à moins de 100 kilomètres en aval des usines qui ont pollué la rivière, dont par le mercure.
Une autre réserve amérindienne, celle de Whitedog, qui se trouve plusieurs centaines de kilomètres plus en aval a aussi été touchée par la pollution mercurielle.
Les deux communautés amérindiennes ont été gravement empoisonnées. Plusieurs générations et de nombreuses personnes y ont souffert et soufrent encore de symptômes physiques et mentaux d'hydrargyrisme, à des niveaux comparables à ceux de Minamata.

### Contamination mercurielle en Ontario
Dans les années 1960, le gouvernement fédéral canadien prend des mesures relatives à la contamination du poisson par le mercure:201-210.
La « première enquête sur la contamination au mercure » dans une communauté des Premières Nations a lieu à l'automne 1970 ; elle concerne les deux réserves de Grassy Narrows et de White Dogs. Le gouvernement sait alors que l'usine de chlore et de soude du groupe Reed Paper, créée en 1962, avait déversé plus de 9 tonnes de mercure métallique dans le réseau fluvial. En 1978, un article indique que la majorité des habitants consomment alors trois repas de poisson par jour au printemps, en été et en automne, dans cette communauté connue « pour dépendre entièrement de la pêche, de la chasse, du guidage et de la foresterie »:204.
De 1962 à 1970, l'usine de chlore-alcali de la Dryden Chemical Company, associée à la Dryden Pulp and Paper Company voisine, toutes deux filiales de la multinationale britannique Reed Paper Group a rejeté environ 10 000 kg de mercure dans les cours d'eau locaux (Wabigoon-English) près du lac Wabigoon qui est la source de la rivière. Robert W. Billingsley, qui était président de Reed International au moment durant la période de rejet de ce mercure, a déclaré le 23 mars 1976, dans l'émission The Fifth Estate, à propos de la pollution à l'amont de l'usine : « On a souligné que dans presque tous les échantillons, on trouverait peut-être 5 % de la population de Toronto qui présenterait des symptômes de la maladie de Minamata – les maux de tête, par exemple, en sont un symptôme ».
Reed International, connu sous le nom de Reed Elsevier de 1991 à février 2015, et depuis connu sous le nom de RELX, est un « conglomérat industriel, papetier et financier basé à Londres, d'une valeur de 6 milliards de dollars, qui comprenait la plus grande maison d'édition au monde, et publiait le plus grand journal de l'hémisphère occidental » En 1976, Reed Limited a demandé au gouvernement de l'Ontario la permission d'exploiter près de 50 000 km2 de forêt boréale dans le nord-ouest de l'Ontario. Le gouvernement provincial a accepté en signant un protocole d'entente, mais a dû finalement l'abandonner en raison du « tollé public ». En 1976, le gouvernement de l'Ontario a lancé la Commission royale sur l'environnement du Nord, en réponse à l'intention de Reed Ltd de construire une nouvelle usine de pâtes et papiers, et à l'octroi à Reed de la « plus grande étendue de terre forestière jamais accordée à une seule entreprise ».
Depuis cet empoisonnement au mercure, la communauté de Grassy Narrows « vit avec les conséquences de l'un des pires cas d'empoisonnement environnemental de l'histoire du Canada », selon The Lancet.

## Enquêtes, études et premières actions
En 1970, le scientifique EG Bligh du Conseil de recherches sur les pêcheries du Canada a démontré qu'un certain nombre d'usines de chlore au Canada étaient d'importantes pollueuses au mercure, poison qui contaminait notamment les poissons et les oiseaux piscivores »:62. Bligh a documenté des « niveaux de mercure extrêmement élevés chez les poissons prédateurs » des systèmes fluviaux Wabagoon-English, en particulier dans le lac Clay situé à 50 miles de Dryden:62, et qui est le premier grand lac en aval du système fluvial Wabagoon-English ,. La pêche commerciale en eau douce et certaines entreprises liées au tourisme ont alors été interdites. Le 6 avril 1970, René Brunelle, alors ministre des Terres et des Forêts de l'Ontario, interdit tout type de pêche (commerciale, sportives ou de loisir) dans la rivière Wabigoon en aval de Dryden jusqu'au lac Clay inclus. Le 1er mai, il a annoncé que la pêche commerciale était fermée sur les lacs Ball, Lount, Indian, Grassy Narrows, Separation, Umfreville, Tetu, Swan et Eaglenest. Puis l'interdiction a été levée pour la pêche sportive, mais les pêcheurs ont été avertis que le poisson est impropres à la consommation:221. Le 13 août 1970, George Albert Kerr (1924 – 2007), alors ministre de la Gestion de l'énergie et des ressources de l'Ontario, s'est voulu rassurant devant la communauté locale en affirmant que la rivière Wabigoon se rétablirait naturellement en douze semaines sans intervention gouvernementale ni nettoyage. Dans un discours prononcé devant le Parlement de l'Ontario en 2010, le député Norman W. Sterling a déclaré que Kerr avait inventé l'estimation de douze semaines et a cité Kerr disant : « Si j'avais dit que le problème serait résolu en un ou deux ans, ils ne m'auraient jamais cru. » Les propos de Sterling ont été « accueillis avec des rires au Parlement de l'Ontario ».
Le rapport final remis au procureur général de l'Ontario le 28 juin 1985, au sujet de cette affaire reconnait que la contamination au mercure concerne le réseau fluvial utilisé comme ressource par les Premières Nations de Grassy Narrows et de White Dog ; réseau « duquel ces communautés tiraient leur emploi et leur subsistance ». La commission y recommandait que « jusqu'à ce que les revendications de White Dog et de Grassy Narrows soient réglées, le gouvernement de l'Ontario ne devrait pas accorder de droits de coupe à Great Lakes Forest Products Ltd., ou à tout propriétaire ultérieur du complexe de l'usine de Dryden, sur des terres forestières situées à l'extérieur des unités de gestion existantes de l'entreprise».

## Effets sur les communautés locales
« "The story of my people, the Grassy Narrows First Nation, weighs heavily on the collective conscience of Canada. For over half a century, mercury poison has contaminated the river that is our lifeblood." »

— Grassy Narrows Grand Chief Simon Fobister Sr. June 6, 2016. The Star.
Pour la communauté locale, la date du 6 avril 1970 a marqué la « ligne de démarcation entre une communauté traditionnelle en croissance, employée et prospère, et une ère de maladie, d'inaction du gouvernement et de résistance des Ojibwés ». Les anciens qui ont vécu avant cette époque se souvenaient de la façon dont « toutes les familles de la communauté pêchaient. Chaque foyer allait pêcher. Ils vendaient leur poisson au marché de Kenora. Beaucoup étaient aussi guides de pêche pour compléter leurs revenus. Un ancien chef qui présente tous les « symptômes d'une maladie avancée induite par le mercure : troubles de l'élocution, bras tordus et contractés, tics et paralysie partielle du visage », a déclaré : « C'était une belle vie… Dans nos corps, dans nos esprits, nous allons toujours récolter des produits de la terre ».
Le Ball Lake Lodge de Barney et Marion Lamm était situé à la jonction des rivières English et Wabigoon, à 150 km en aval de l'usine de Dryden. Depuis son ouvertur en 1947, il employait environ 300 membres de la communauté de Grassy Narrows toute l'année, comme « guides de pêche pour les touristes fortunés ». L'une des prestations proposées aux touristes était le « shore lunch », où les guides préparaient le poisson fraîchement pêché par les touristes. Les guides mangeaient régulièrement ce poisson avec les touristes invités. Lorsqu'en 1971 les Lamm furent contraints de fermer ce Lodge, rentable, de plusieurs millions de dollars, ils intentèrent un procès contre la Dryden Chemical Company, demandant 3,75 millions de dollars de dommages et intérêts. Pour préparer ce procès, ils ont embauché un jeune diplômé de l'Université Western Ontario, Norvald Fimreite, pour « étudier les niveaux de mercure dans la flore et la faune locales ». Ce travail a révélé des niveaux de mercure dépassant de loin les normes internationales ; parmi les plus élevés enregistrés en Amérique du Nord. La collection de documents Lamm en préparation du procès est maintenant conservée à Harvard, Cambridge, Massachusetts. Alors qu'il rassemblait des documents sur cette pollution, Lamm a invité les Smiths (les photojournalistes qui travaillaient alors à leur livre Minamata ) à visiter Grassy Narrows ; les Smiths ont déclaré que les symptômes des habitants de Grassy Narrows ressemblaient à ceux qu'ils avait vu à Minamata. Ce fut le premier lien fait entre la catastrophe de Minamata et la pollution mercurielle de Grassy Narrow. Finalement, Masazumi Harada de l'université de Kumamoto a fait des analyses d'échantillons de cheveux provenant de Grassy Narrows, et conclu que 87 résidents de Grassy Narrows dépassaient la limite de sécurité de 100 ppb, avec 61 échantillons « dans la fourchette de 100 à 199 ppb et 26 dépassant 200 ppb »,.
La réserve indienne de Grassy Narrows est située à moins de 100 km en aval de l'usine de Dryden, mais la réserve de Whitedog, bien qu'à plusieurs centaines de kilomètres plus en aval a aussi été touchée. Ces deux communautés des Premières Nations ont souffert d'intoxication au mercure, avec notamment de la maladie de Minamata, un syndrome neurologique causé par une intoxication grave au mercure, et elles continuent d'en souffrir ; c'est s'agit de « l'une des pires catastrophes environnementales du Canada ».

## Suicides
En 2023, le taux de jeunes de la communauté de Grassy Narrows ayant déjà fait une tentative de suicide est trois fois plus élevée que chez les autres Premières Nations au Canada et des effets transgénérationnels sont constatés.

## Impacts durables et études ultérieures

### Années 1970
Dans les années 1970, la Direction générale des services médicaux de Santé Canada, l'organisme responsable de la politique nationale de santé du Canada, a entrepris des tests annuels de biomarqueurs sanguins et capillaires pour le mercure sur les 657 membres inscrits de la Première Nation de Grassy Narrows. Ceci faisait partie d'une étude plus vaste sur les Premières Nations et les Inuits qui continuaient à vivre un mode de vie traditionnel de subsistance basé sur la chasse, la pêche et la cueillette, un mode de vie qui expose à un risque plus élevé d'exposition à des « contaminants, tels que le méthylmercure MeHg, qui est bioaccumulé et bioconcentré par les écosystèmes aquatiques », (on parle de biomagnification).
En 1973, une étude montre que de 1962 à 1969, ce sont entre 9 tonnes et 11 tonnes de mercure qui ont été déversées dans le réseau hydrographique par l'industriel. Le gouvernement provincial de l'Ontario, alors dirigé par le premier ministre de l'époque, John Robarts (1917-1982), dont le mandat a duré du 8 novembre 1961 au 1er mars 1971, a remis à la Dryden Chemical Company une ordonnance, le 26 mars 1970, « ordonnant à la société de cesser de déverser du mercure dans le réseau hydrographique English-Wabigoon ». Comme l'ordonnance de 1971 ne mentionnait que le déversement direct dans la rivière, les émissions de mercure dans l'air ont continué jusqu'en octobre 1975. Dryden Chemical a cessé ses activités en 1976. Même si les rejets ont été contrôlés après 1970, en 1973, les concentrations de mercure dans les poissons étaient « 10 fois supérieures à la limite légale pour la consommation humaine ».
En 1975, Masazumi Harada de l'université de Kumamoto a effectué des analyses d'échantillons de cheveux provenant de résidents de Grassy Narrows. Harada a constaté que 87 d'entre eux présentaient des taux de mercure dépassant la limite sécuritaire de 100 ppb, avec 61 échantillons « dans la fourchette de 100 à 199 ppb et 26 dépassant 200 ppb »,. Il a signalé que les niveaux étaient « plus de trois fois supérieurs à la limite de Santé Canada à Grassy Narrows, et sept fois supérieurs près de Whitedog ». Harada a fait de nouveaux tests en 2004 et a constaté que « toutes les personnes dont le taux dépassait la limite autorisée étaient mortes »,,,. En réponse à ces tests, Leo Bernier, qui était ministre des Ressources naturelles de l'Ontario en 1975, a déclaré à l'émission As It Happens de la CBC qu'il n'y avait « aucun dommage réel » pour les Premières Nations des régions de Grassy Narrows et de White Dog et que les autorités fédérales l'avaient vérifié. Le Centre d'études de Minamata au Japon a continué à documenter la maladie de Minamata à Grassy Narrows pendant des décennies. Selon le New York Times, le directeur du centre, Masanori Hanada, ne comprenait pas pourquoi, en 2014, soit des décennies après le déversement de mercure, environ 90 % des habitants de Grassy Narrows, y compris les nouveau-nés, présentaient encore des « symptômes d'empoisonnement au mercure ». Les symptômes comprenaient « un engourdissement des extrémités, des tremblements, une perte de mémoire, une vision tunnel et des malformations congénitales ».
En 1975, avec la fermeture des pêcheries, le taux de chômage à Grassy Narrows « est passé de 5 % à plus de 90 % » et « les allocations sociales sont passées de 9 000 $ à 140 000 $ ».
En réponse à la contamination au mercure, les réserves de Grassy Narrows et de White Dog ont formé l'Anti-Mercury Ojibwa Group (AMOG) en 1975 dans le cadre de leur préparation à une action en justice. L'AMOG a commandé le rapport intitulé « L'impact économique et social de la pollution au mercure sur les réserves indiennes de Whitedog et de Grassy Narrows, en Ontario », qui a été publié en 1979.
Un article de 1976 du Journal de l'Association médicale canadienne intitulé « Empoisonnement au méthylmercure au Canada » n'a pas tenu compte des données de Harada.
Un rapport de 1977 du groupe de travail sur le mercure organique dans l'environnement de Santé et Bien-être Canada, formé en 1972, a révélé que « malgré des niveaux élevés de mercure, les tests cliniques effectués sur six résidents locaux n'ont montré aucun effet aigu ou chronique de l'intoxication au méthylmercure ».
Dans un épisode du 23 mars 1976 de The Fifth Estate, le journaliste Warner Troyer a interviewé Robert Billingsley, président de Reed International, Peter Newberry, un médecin qui a travaillé sur la toxicité du mercure avec les membres de Grassy Narrows, et Marcel Pahpasay, un guide de pêche des Premières Nations, dont le fils de 3 ans, Keith, a reçu un diagnostic de paralysie cérébrale malgré des symptômes identiques à ceux des enfants atteints de la maladie de Minamata. Troyer est aussi l'auteur de No Safe Place publié en 1977. Dans son livre, il a explique qu'une « étude commandée par le gouvernement fédéral en 1975 a été supprimée parce qu'elle a révélé que 45 Indiens souffraient de « pertes du champ visuel », symptôme connu de l'empoisonnement par le mercure. Le fonctionnaire du ministère fédéral de la Santé qui a commandé l'étude a déclaré plus tard aux journalistes que l'étude était erronée».
Dans un article du 1er janvier 1978 intitulé « Contamination par le mercure : une tragédie humaine », publié dans Environmental Management, les coauteurs Patricia A. D'ltri et Frank M. D'ltri rappellent que la Dryden Chemical Company a commencé à exploiter leur usine de chlore et de soude à Dryden en 1962, en utilisant des cellules à mercure. Selon eux de nombreux membres de la communauté des Premières Nations vivant en aval de l'usine de Dryden étaient bien atteints de la maladie de Minamata,, à cause de l'usine qui produisait de l'hydroxyde de sodium et du chlore, utilisés en grandes quantités pour blanchir le papier au sein de l'usine voisine de la Dryden Pulp and Paper Company.

### Années 1980-1990
En 1982, le Canada verse, le 26 mars, 2,2 millions de dollars à Wabaseemoong pour des programmes de développement économique, sociaux et éducatifs. Le 27 juillet 1984, le gouvernement fédéral a versé 4,4 millions de dollars à Grassy Narrows pour le développement économique et le développement et la planification des services sociaux.
En 1983, Wabaseemoong signe en janvier un accord avec l'Ontario. Une étude scientifique de trois ans, lancée par le gouvernement dirigée par John Rudd conclue que le système fluvial English-Wabigoon est « l'un des cours d'eau les plus fortement contaminés par le mercure au Canada ». La rivière Wabigoon coule vers l'ouest, depuis sa source qui est le lac Wabigoon, jusqu'à l'exutoire du lac Ball où elle rejoint le système de la rivière English. Ces rivières combinées rejoignent la rivière Winnipeg, puis le lac Winnipeg:2207. La réserve de Grassy Narrows est située à 100 km en aval des usines et à plusieurs centaines de kilomètres en amont de la réserve de Wabaseemong. L'argile glaciaire typique de la région allant de Dryden jusqu'à l'exutoire du système fluvial au lac Clay (en), en particulier, et la forte turbidité du système fluvial sont considérées comme ayant une influence importante sur la méthylation du mercure et sa bioaccumulation dans la chaîne trophique:2207.
En 1984, le ministre de l'Environnement de l'époque avait déclaré que la rivière s'autonettoyait et qu'il n'était pas nécessaire que le gouvernement intervienne.
En 1985, la Reed Paper Company, qui a racheté la Dryden Pulp and Paper Company et sa société sœur, la Dryden Chemical Company,. Great Lakes Forest Products et les gouvernements du Canada et de l'Ontario ont indemnisé à hauteur d'environ 17 millions de dollars les Premières Nations de Grassy Narrows et de Wabaseemoong, dans le cadre d'un règlement juridique pour les effets du mercure sur la santé de leurs communautés. Cette même année 1985, la province de l'Ontario a aussi accordé à l'usine de Dryden (et à tout futur propriétaire) une large indemnité, assumant toutes les responsabilités environnementales liées à l'usine et à son déversement de mercure. Selon le ministère des Affaires indiennes et du Nord canadien, région de l'Ontario, un protocole d'accord (PA) conclu en 1985 entre le gouvernement fédéral, le gouvernement de l'Ontario, Reed Limited et Great Lakes Forest Products Ltd. a donné lieu à un paiement unique d'indemnisation : 16,67 millions de dollars où le gouvernement fédéral a contribué à hauteur de 2 millions de dollars, le gouvernement de l'Ontario payant le reste. Par l'intermédiaire d'une « Loi de 1986 sur le règlement des réclamations pour pollution par le mercure des communautés indiennes de Grassy Narrows et d'Islington » , le Mercury Disability Fund (MDF) basé à Kenora, en Ontario, et le Mercury Disability Board, le gouvernement de l'Ontario a conservé 2 millions de dollars de ce règlement dans un fonds en fiducie, que la province est « chargée de reconstituer quand son solde tombe en dessous de 100 000 $.
Cette année là, En 1985, À l'aide des statistiques disponibles sur « les morts violentes, la maladie et la désintégration familiale », l'anthropologue Anastasia Shkilnyk publie sa thèse sur le sujet de l'empoisonnement de la communauté autochtone de Grassy Narrows, décrivant ses effets dévastateurs sur les moyens de subsistance, sur la santé et en termes de désintégration socioéconomique du groupe de Grassy Narrows. Son travail est intitulé Poison Stronger than Love: The Destruction of an Ojibwa Community.

### 21esiècle

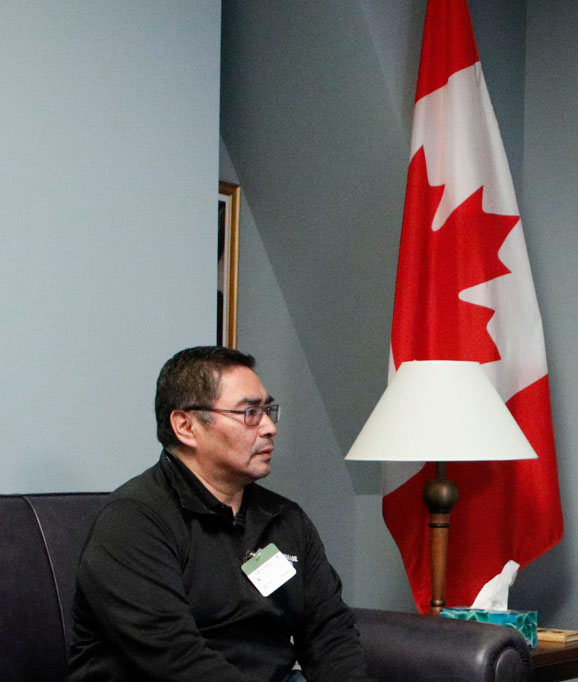
Rudy Turtle, chef de la communauté des premières nations de Grassy Narrows (Ontario, Canada), ici reçu par un élu canadien (Andrew Scheer), en 2019.

En mars 2003, à partir d'une étude sur le mercure dans le doré jaune, le grand brochet, l'achigan à grande bouche et le corégone, une ligne directrice sur la consommation de poisson est publiée et partagée avec les communautés locales qui sont invitées à ne manger que les poissons petits et jeunes. Le corégone est recommandé plutôt que le doré, le brochet et l'achigan. « Malheureusement, de nombreux pêcheurs préfèrent les poissons plus grands, car ils offrent une chair plus comestible et une plus grande valeur de "trophée" ». 
En 2014, plusieurs publications universitaires décrivent la situation à Grassy Meadows comme une « épidémie locale de la maladie de Minamata… lié à la consommation de poisson contaminé par le mercure,,,. En septembre 2014, une équipe du Centre japonais d'études de Minamata, dont Masanori Hanada, directeur du centre, passé deux semaines à Grassy Narrows, pour poursuivre ses études commencées dans les années 1970. Hanada a rencontré des membres de la communauté et Margaret Wanlin, présidente du Mercury Disability Board, basé à Kenora, en Ontario. Wanlin a déclaré que depuis 1986, le Conseil a « distribué 17 millions de dollars en pensions d'invalidité » soit (une indemnité moyenne de 400 dollars par mois). Wanlin a déclaré à CBC que seulement 243 des 910 personnes ayant postulé au Mercury Disability Board ont été acceptées par le conseil. Hanada a déclaré à la journaliste de la CBC Jody Porter que les résidents de Grassy Narrows souffraient d'intoxication au mercure et que les « évaluations fonctionnelles » du conseil n'étaient pas une « bonne mesure de qui souffrait ».
En 2015, un Albertai, alors âgé de 65 ans écrit au chef de Grassy Narrows pour lui dire qu'en 1972, alors qu'il avait 21 ans, il a travaillé dans la papeterie de Dryden où il a du verser du mercure dans des fûts. Et lui et d'autres membres d'une « petite équipe » ont « déversé environ 50 barils contenant du mercure liquide et du sel – des déchets industriels de l'usine – dans une grande fosse en amont de Grassy Narrows ». Certains scientifiques pensent que ceci pourrait expliquer pourquoi les membres de la communauté, nouveau-nés y compris, présentent des symptômes d'intoxication au mercure des décennies après arrêt du rejet de mercure dans la rivière, et pourquoi « les niveaux de mercure en aval de l’usine n’ont pas diminué de manière significative depuis les années 1980 ». Le ministère de l'Environnement entreprend des tests géophysiques à la suite de ce rapport mais sans trouver aucun baril.

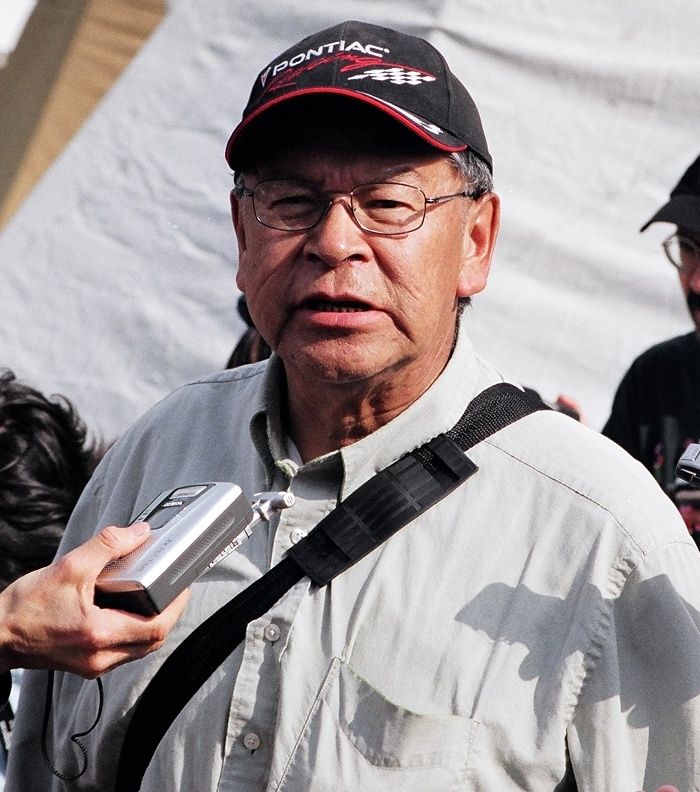
L'aîné Bill Fobister, s'exprimant lors d'une manifestation à Queen's Park à Toronto.

En 2016, En février, le ministère de l'Environnement de l'Ontario déclare qu'il n'est pas nécessaire de procéder à d'autres mesures d'assainissement que la sédimentation naturelle. La CBC publie aussi un article interactif de Jody Porter intitulé « Les enfants de la rivière empoisonnée ». Porter a, après d'autres, qualifie cette contamination de « l'une des pires catastrophes environnementales du Canada ». Judy Da Silva (née en 1960), coordonnatrice de l'environnement et de la santé à Grassy Narrows, se joint à une délégation de Canadiens autochtones pour présenter le dossier de Grassy Narrows en matière d'eau potable au Comité des droits économiques, sociaux et culturels des Nations unies ; elle y déclare que le Canada a violé leurs droits en « ne s'attaquant pas au problème de la pollution au mercure à Grassy Narrows ». Dans une interview accordée au Star en 2016, Da Silva a ajoute qu'il n'y a jamais eu d'excuses auprès des victimes. Selon un article paru dans The Lancet, Da Silva « a passé sa vie à mener la lutte pour la reconnaissance du tort que le mercure a causé à sa communauté».
 Le 22 avril 2016 (Jour de la Terre, la Convention de Minamata sur le mercure marque le soixantième anniversaire de la découverte de la maladie du même nom, en annonçant la signature du « traité international visant à protéger la santé humaine et l'environnement contre les rejets et émissions anthropiques de mercure et de composés du mercure ». Le 6 juin, le grand chef Fobister conduit une marche avec un millier de manifestants au centre-ville de Toronto, pour « exiger le nettoyage du mercure-poison qui subsiste dans leur rivière depuis plus de 50 ans ». Le chef annonce qu'un rapport d'expert, publié le jour même, conclut que la rivière est « toujours fortement contaminée » et qu'elle « pourrait être nettoyée en toute sécurité ». 
En 2016 et 2017, la pollution mercurielle fait l'objet d'une large couverture médiatique, notamment par deux journalistes du Toronto Star, Jayme Poisson et David Bruser,. Poisson et Bruser ont indiqué que le gouvernement de l'Ontario était informés de la contamination au mercure, depuis des décennies, mais que n'a rien fait.
En 2017, en février, cinq experts en mercure, dont John Rudd, présentent leur rapport, commandé par la communauté de Grassy Narrows. Il « suggère qu'il existe une contamination continue au mercure » provenant de l'ex-usine chimique de Dryden, « démantelée il y a des décennies ». L'étude, financée par le gouvernement de l'Ontario, comprenait des tests effectués à l'été 2016, avec des analyses de sédiments de la rivière Wabigoon « à son passage près de l'usine, ainsi que dans deux lacs en amont du site ». Rudd déclare à Macleans que « les taux de mercure en aval de l'usine auraient dû revenir à la normale à présent en l'absence de fuites, mais les tests montrent des niveaux significativement plus élevés en aval de l'usine par rapport aux sites en amont - environ 130 fois plus élevés ». Le ministère de l'Environnement avait testé « l'ensemble du site de l'usine après qu'un groupe environnemental a annoncé avoir trouvé des niveaux élevés de mercure dans des échantillons de sol », et un rapport confidentiel de 2016, rédigé par une société de conseil en environnement, commandé par Domtar — qui possédait et exploitait l'usine de pâtes et papiers de Dryden depuis 2007 — révèle que les autorités provinciales de l'Ontario « savaient depuis des décennies que le site de l'usine était contaminé par du mercure », selon un article de 2017 du Star (les archives de l'usine montrent que les échantillons d'eau souterraine collectés par l'entreprise durant des années présentaient des « niveaux de mercure extrêmement élevés ». Une source de mercure non-identifiée, proche de l'usine, continue à libérer du mercure dans l'environnement (« les taux de mercure dans le sédiment sont bas jusqu'à ce que la rivière passe devant le site de l'usine […] Le chef de la communauté de Grassy Narrows, Simon Fobister, a qualifié le rapport de "très, très profondément préoccupant" »). 

Selon les experts japonais qui continue à étudier ce cas, plus de 90 % de la population des Premières Nations de Grassy Narrows et de Wabaseemoong présente encore des signes d'empoisonnement au mercure. On constate aussi, en lien avec les changements globaux une augmentation de la pollution générale par le mercure, notamment en mer et au Canada (dans l'Ontario y compris), mais à Dryden, c'est lors de son passage devant la papeterie que la rivière se charge fortement en mercure. 
À l'été 2017, Le gouvernement de l'Ontario s'est engagé à verser 85 millions de dollars pour enfin nettoyer la rivière Wabigoon et recherche de tous les sites contaminés qui pourraient encore laisser échapper du mercure vers la rivière. Le niveau de cette somme a été fixé par le scientifique John Rudd au vu des couts de dépollutions du mercure aux États-Unis. C'est J Rudd qui avait déjà recommandé que le Wabigoon soit nettoyé en 1983, recommandation suivie par le ministre de l'Environnement de l'époque, mais ignorée par son gouvernement, qui avait choisi de laisser la rivière s'auto-nettoyer ce qui ne s'et pas produit.
Selon Brian Branfireun, titulaire de la chaire de recherche du Canada en environnement et en géographie à l'Université Western Ontario, plusieurs options de remédiation existent : si le problème vient des eaux souterraines, un procédé de pompage et de traitement de l'eau contaminée est possible, si la source est un sol ou sédiment ancien, contaminé et qui s'érode près de l'usine, alors éliminer ce sol ou ce sédiment est possible. Des chercheurs de la Région des lacs expérimentaux craignent toutefois que remuer sans précaution les sédiments contenant du méthylmercure puisse par inadvertance redistribuer ce mercure dans l'écosystème.
Dans son rapport (2017) intitulé « Bons choix, mauvais choix : droits environnementaux et protection de l'environnement en Ontario », Diane Saxe, commissaire à l'environnement de l'Ontario, déclare que les effets de l'empoisonnement au mercure sur les membres des communautés de Grassy Narrows et de Whitedog sont « dévastateurs », source d'inégalité environnementale et que, « après plus de 60 ans, le problème s'aggrave au lieu de s'améliorer». Le méthylmercure s'accumule dans le corps tout au long de la vie, créant une situation dévastatrice pour les communautés de Grassy Narrows et de Whitedog. Son rapport indique que plus de la moitié (58 %) des membres de la communauté de Grassy Narrows et de Wabaseemoong ont été diagnostiqués ou sont suspectés d'être atteints de la maladie de Minamata. Ce rapport précise que de nombreux amérindiens d'Ontario n'ont pas d'accès direct à l'eau potable (En juillet 2017, 34 communautés étaient concernées par un avis leur demandant de faire bouillir leur eau depuis plus d'un an, et 17 depuis plus de dix ans) et la population doit se fournir en eau embouteillée. Ce rapport reconnait que si après des décennies d'inaction, le gouvernement de l'Ontario a commencé à agir pour reconnaître et corriger ces injustices, davantage d'efforts sont nécessaires. À Grassy Narrows et Wabaseemoong, le gouvernement provincial doit tenir ses engagements de réhabilitation en incluant les communautés concernées. Pour les nombreuses communautés des Premières Nations sans eau potable, la province doit fournir plus de soutien, y compris une expertise technique et une formation pour les opérateurs des installations de traitement de l'eau. La communauté de Grassy Narrows était soumise à un avis d'ébullition d'eau à long terme d'environ 2013 jusqu'en octobre 2020, date à laquelle il a été levé.
En 2019, Grassy Narrows avait obtenu ses données historiques sur les biomarqueurs du mercure à partir d'un programme de surveillance entrepris par le gouvernement, qui a collecté des données mesurant les concentrations annuelles de mercure dans des échantillons de cheveux de 657 membres de la communauté entre le 1er janvier 1970 et le 31 janvier 1997. Dans une décision rendue à 4 voix contre 3 le 6 décembre 2019, la Cour suprême du Canada a statué que Weyerhaeuser Company et Produits forestiers Résolu, anciennement connue sous le nom d'Abitibi-Consolidated, sont responsables du nettoyage du site contaminé au mercure près de la Première Nation de Grassy Narrows. Selon Global News, la décision de la Cour « a apporté une certaine clarté à un différend de longue date sur un élément de l'héritage d'empoisonnement environnemental qui a causé d'importants problèmes de santé à de nombreux résidents ».
Au printemps 2020, le gouvernement conclut une entente avec Grassy Narrows pour « construire une clinique de 20 millions de dollars destinée à soigner les personnes intoxiquées par le mercure ». Cette même année, une étude rétrospective conlut, dans The Lancet, que les membres de la communauté morts avant 60 ans avaient été significativement plus exposés au méthyl-mercure entre 1970 et 1997 que ceux qui avaient vécu plus longtemps ; et le taux de mercure corporel était cinq fois plus élevé chez ceux morts prématurément. Cette surmortalité implique que « les familles se retrouvent donc sans gagne-pain, des parents sont décédés prématurément, la communauté est en deuil, ajoute la Dre Mergler. Ça veut dire aussi qu'il y a beaucoup moins d'aînés au sein de la Première Nation, et donc moins de transmission de connaissances entre les générations ».
En 2023, La papeterie est rachetée par Dryden Fibre Canada. Par ailleurs, une nouvelle étude transversale confirme dans la communauté « une prévalence élevée d'anomalies visuelles, telles que la constriction du champ visuel périphérique, la réduction de l'épaisseur de la rétine, les défauts de la vision des couleurs et la sensibilité réduite aux contrastes », qui sont des effets connus de la toxicité oculaire du méthylmercure. Radio-Canada récompense, par son prix Scientifique 2023, le travail de Donna Mergler, Judy Da Silva, Aline Philibert et Myriam Fillion, qui documentent scientifiquement, depuis des années, le impacts de cette pollution sur cette communauté autochtone.

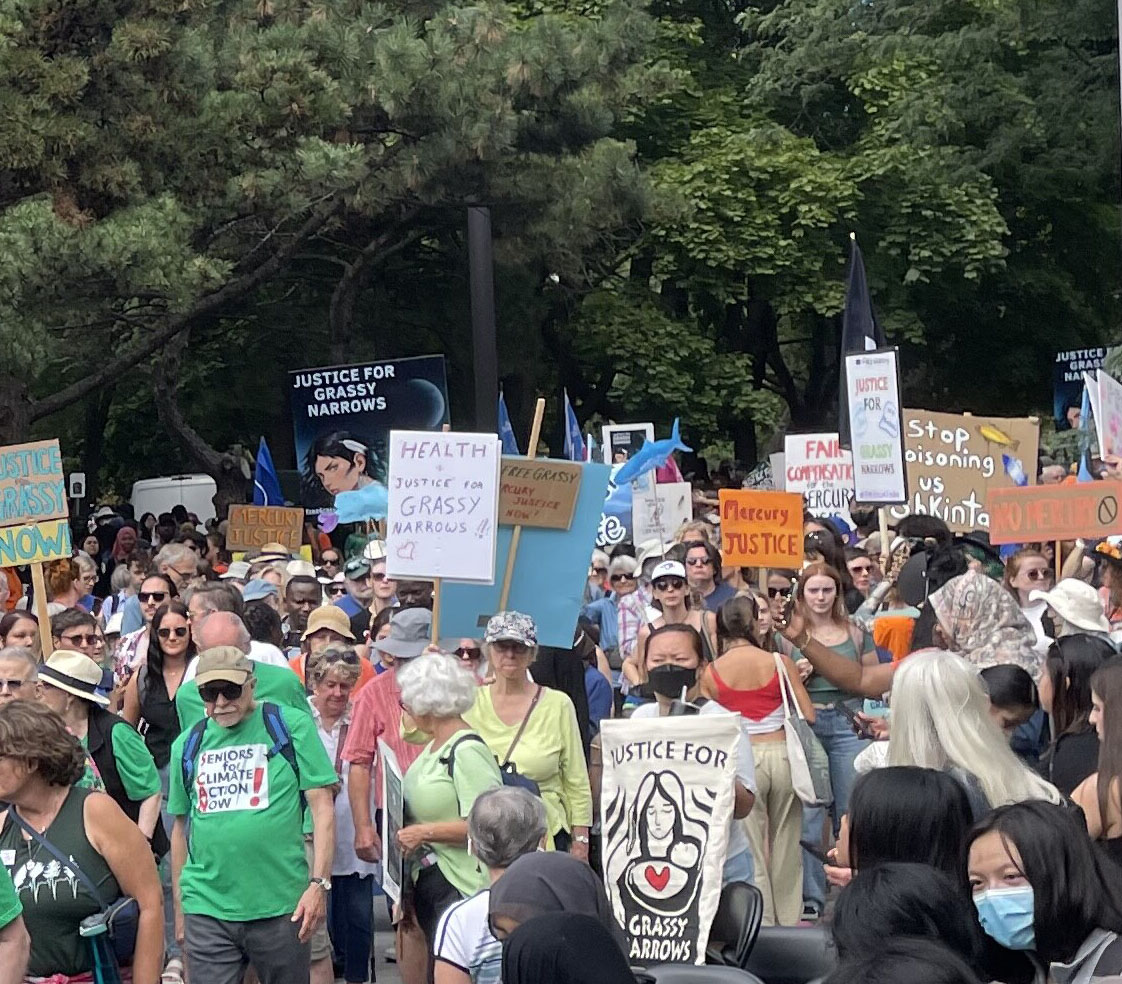
Manifestation le 18 septembre 2024, protestant contre la pollution par le mercure depuis 70 ans et demandant réparation, dépollution, accès à l'eau potable et fermeture d'une usine. Des lycéens et étudiants, ainsi que des seniors sont venus soutenir ces revendications.

En 2024, alors que le Centre de soin contre les intoxications par le mercure promis depuis longtemps par le gouvernement, n'est toujours pas mis en construction (à la suite d'une augmentation des coûts des matériaux et des retards attribués à la pandémie de Covid-19), une nouvelle étude, montre que les effluents de l'usine exacerbent la contamination au méthyl-mercure. En effet, étant incomplètement épurés, ces rejets sont encore très riches en matière organique et en sulfates et autres nutriments) ; s'ils ne contiennent pas de mercure, ils favorisent la pullulation des bactéries qui, dans la rivière Wabigoon, peuvent transformer le mercure en méthyl-mercure, beaucoup plus toxique, très bioassimilable et apte à facilement se bioconcentrer dans la chaîne alimentaire. Selon les chercheurs, sans ces effluents pollués, le taux de mercure dans les poissons pourrait être deux fois plus bas. En juin, la Première Nation Asubpeeschoseewagong Netum Anishinabek, de Grassy Narrows, intente une poursuite contre les gouvernements de l'Ontario et du Canada, devant la Cour supérieure du Canada, pour ne pas avoir protégé les droits issus de traités des Premières Nations en ne protégeant pas la population contre cette pollution chronique. En juillet, à Washington, en présence d'Amnesty International et du Canada en tant que parties participantes, le chef de la communauté, Rudy Turtle, réclame justice à la Commission interaméricaine des droits de l'homme (CIDH), ajoutant que de nombreux membres de la communauté « ont perdu espoir, au point qu'ils n'essaient même pas de vivre une vie normale telle que nous la connaissons, comme aller au travail ou à l'école ». Après 60 ans, le problème du mercure n'est toujours pas réglé, Judy Da Silva parle de « racisme environnemental », relayée par le député provincial de Kiiwetinoong, Sol Mamakwa, selon qui l'absence d'action gouvernementale perpétue les effets du colonialisme sur les habitants de Grassy Narrows (« Quand nous parlons de génocide environnemental, c'est à cela que cela ressemble », a-t-il dit). Peu après, en réponse à une question orale du député provincial de Kiiwetinoong, Sol Mamakwa, à l'Assemblée législative de l'Ontario, la ministre de l'Environnement Andrea Khanjin a répondu que le gouvernement s'engageait à remédier à la contamination par le mercure. La communauté demande maintenant le fermeture de l'usine et réparation pour les déversements de mercure et pour les rejets d'autres produits chimiques de l'usine qui ont aggravé la pollution mercurielle selon une étude de l'Université Western. Une manifestation, passée par plusieurs villes a été accompagnée par de nombreux sympathisants. Une étude rétrospective montre que même quand la teneur du poisson en mercure s'est stabilisée, les symptômes de l'hydragyrisme dans le domaine de la vision ont, dans les 5 ans suivant continué à s'aggraver.